# Strataforschung
Die Strataforschung (lateinisch stratum: Das Gestreute) in der historisch-vergleichenden Sprachwissenschaft versucht, die Herkunft von sprachlichen Anteilen in einer Sprache zu erklären, welche nicht zum genetischen Erbe dieser Sprache gehören. Als Erklärungsmodelle dienen die Entelechialtheorie (griech.: en- in-, telos Ende, echein haben: mit Kraft und Trieb ausgestattet, auch: Superstrattheorie) und die Substrattheorie. Die beiden hypothetischen Erklärungsansätze widersprechen sich.
Die Superstrattheorie nimmt an, dass bestimmte sprachliche Anteile einer Sprache durch Übernahme der Anteile aus einer die Sprache dominierenden zweiten Sprache zu erklären sind. Diese dominierende Zweitsprache konnte sich jedoch nicht durch Erzwingung eines Sprachwechsels etablieren, starb infolgedessen aus und blieb historisch unbezeugt.
Als typisches Beispiel gelten die sogenannten „medischen“ Anteile in der Altpersischen Sprache, welche nicht schriftlich überliefert ist. Die Keilinschriften der Achämeniden bezeugen jedoch das Altpersische als Vorläufer des heutigen Neupersischen; auch blieb die Sprache in einem Dialekt im Südwestiran erhalten (siehe auch: Altiranische Sprachen).
Die Substrattheorie erklärt hingegen die zusätzlichen sprachlichen Elemente durch den Sprachwechsel. Die sich durchsetzende Objektsprache verdrängte also die zweite Sprache, wobei letztere als Substrat während einer vorausgesetzten bilingualen Phase vor ihrem Aussterben die überlebende Sprache teilweise mittels Interferenz befruchten konnte.
Beispiele sind hier die vorgriechische Sprache, welche in den Ländern rund um die Ägäis das Altgriechische beeinflusst haben soll, zum Beispiel das Pelasgische. Die tote Sprache wurde jedoch nicht schriftlich im Altgriechischen erwähnt oder gar überliefert.
Ob eine Sprache nun ein Superstrat (lat. superstratum das Darübergestreute) oder ein Substrat ist, ist letzten Endes abhängig davon, wie viel Prestige sie innehatte. Die gesellschaftlich als höher eingestufte Sprache ist im Nachhinein betrachtet ein Superstrat, die sozial unterprivilegiertere Sprache ist demnach ein Substrat.
Eine eindeutige Differenzierung zwischen Substraten und Superstraten ist regelmäßig nicht möglich. Beispiele sind hierbei die keltischen Anteile in den germanischen Sprachen. Das Altfranzösische etwa hatte keinen einheitlichen Standard, sondern lebte durch eine enorme Dialektvielfalt. Unüblich sind jedoch z. B. „aller au coiffeur“ und asyndetische Komposita wie „logements élèves“, „constructeur automobiles“, fait im Singular mit [t] gesprochen etc. Zur Erklärung der verschiedenen Elemente bemüht die französische Sprachforschung die Substratthese mit den ehemals keltischen Bevölkerungsanteilen. Zugleich untermauern germanische Invasionen die Superstratthese.